# 하이록스
하이록스(영어: HYROX)는 독일에서 시작된 국제 피트니스 스포츠 대회로, 러닝과 기능성 운동을 결합한 실내 경기이다. "모든 피트니스 애슬리트를 위한 대회"라는 슬로건 아래 2017년부터 시작되었으며, 현재는 유럽, 북아메리카, 아시아 등 전 세계 11개국, 30여개의 도시에서 개최되고 있다.
각 국가에 치뤄진 대회에서 에이지 부문, 혹은 참가부문 1위에게 1년에 한 번 열리는 세계 선수권 대회(World Championship)에 참가할 자격이 부여된다. 

## 개요
하이록스는 8회의 1km 러닝과 8개의 기능성 운동을 번갈아 반복하는 형식의 실내 피트니스 레이스이다. 개인전과 팀전 모두가 가능하며, 참가자의 체력, 지구력, 근지구력을 종합적으로 평가한다.

## 경기 구성
표준 하이록스 경기는 다음과 같이 구성된다:
1. 1km 러닝
2. 스키에르그(SkiErg) 1000m
3. 1km 러닝
4. 썰매 밀기(Sled Push) 50m
5. 1km 러닝
6. 썰매 끌기(Sled Pull) 50m
7. 1km 러닝
8. 버피 브로드 점프(Burpee Broad Jump) 80m
9. 1km 러닝
10. 로잉머신(Row) 1000m
11. 1km 러닝
12. 샌드백 런지(Sandbag Lunges) 100m
13. 1km 러닝
14. 월볼 샷(Wall Ball Shot) 100개

총 8km의 러닝과 8종목의 운동이 교차되며, 모든 종목은 정해진 순서와 거리, 횟수를 따라야 한다.

## 참가 부문
하이록스는 다음과 같은 방식으로 참가할 수 있다:
- 개인전 (남성/여성/어뎁티브)
- 더블스 (2인 1조)
- 릴레이 (4인 1조)

난이도는 일반 참가자를 위한 Open 부문과 중량이 강화된 Pro 부문으로 나뉜다.

## 역사
- 2017년 - 독일 함부르크에서 첫 대회 개최
- 이후 유럽 주요 도시로 확산
- 2020년 이후 - 북미, 아시아 등으로 진출
- 2023년 기준 - 연간 30개 이상의 도시에서 개최
- 연 1회 세계 선수권 대회(World Championships) 개최

## 역대 세계 선수권 대회 개최지
- 2019: 독일 오버하우젠
- 2021: 독일 라이프치히
- 2022: 미국 라스베이거스
- 2023: 영국 맨채스터
- 2024: 프랑스 니스
- 2025: 미국 시카고

## 한국 개최 이력
- 2024.02: 인천 송도
- 2024.10: 인천 송도
- 2025.05: 인천 송도
- 2025.11: 서울 코엑스

## 특징
- 전 세계 모든 대회에서 동일한 규칙과 구성 적용
- 개인별 기록 타임을 기준으로 순위 산정
- 크로스핏과 달리 고중량보다는 체력 지속성과 접근성 강조

## 조직
- 주최: HYROX GmbH (독일 기반)
- 공식 파트너: 푸마, Concept2, My Protein, amazfit 등

## 관련 종목
- 기능성 피트니스
- 크로스핏
- 장애물 레이스 (예: 스파르탄 레이스)